# Kansallis-Osake-Pankki

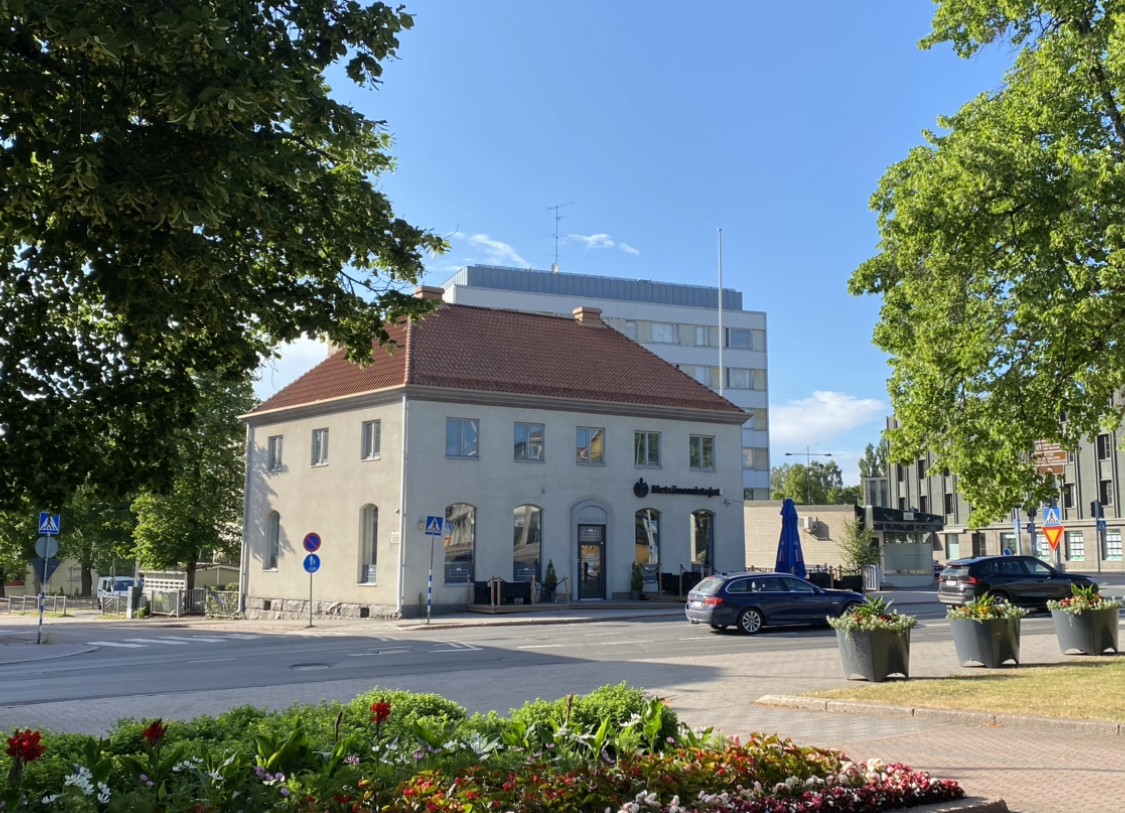
Före detta Kansallis-Osake-Pankkis hus i Lojo.

Kansallis-Osake-Pankki (KOP) var en finländsk bank 1889–1995.
Kansallis-Osake-Pankki tillkom under en epok då finskhetsrörelsen befann sig i ett expansivt skede; skapandet av en "nationell" finsk bank ansågs därför önskvärt. Ett flertal av Finlands mest bemärkta män hade på olika sätt anknytning till banken. Juho Kusti Paasikivi var dess koncernchef 1914–1934. Banken utvecklades med tiden till landets största affärsbank, men råkade i svårigheter under bankkrisen i början av 1990-talet och uppgick 1995 (bolaget fusionerat 1996) i sin främsta konkurrent Merita (Föreningsbanken i Finland), som in sin tur gick samman med Nordbanken. KOP hade 1992 övertagit Arbetarsparbankens rörelse.